# Пеньон-де-Велес-де-ла-Гомера
Пеньо́н-де-Ве́лес-де-ла-Гоме́ра (исп. Peñón de Vélez de la Gomera) — небольшой скалистый полуостров (ранее остров) и полуанклав, принадлежащий Испании, на побережье королевства Марокко (которое считает его своим). Является одной из Суверенных территорий Испании. Расположен в 126 км к западу от Мелильи и в 117 км к юго-востоку от Сеуты. На Пеньон-де-Велес-де-ла-Гомера дислоцирован гарнизон численностью около 60 человек, гражданского населения здесь нет.

## География и инфраструктура
Размер Пеньона — вместе с песчаной косой около 400 метров в длину и 100 метров в ширину. Площадь — около 0,019 км². Представляет собой утёсообразную скалу высотой 87 м (с 1934), длиной 225 м. На полуострове расположен замковый комплекс, включающий в себя постройки разных веков, как то:
- остатки старинных укреплений и батарей,
- маяк,
- несколько домов,
- вертолётная площадка.

Источников пресной воды нет.

## История
Первое укрепление на этой скале было возведено в 1162 году халифом Абд аль-Мумином, основателем династии Альмохадов.
В июне 1494 года испанец по происхождению папа Александр VI разделил территорию Магриба между Испанией и Португалией в Тордесильясском договоре. Разделительная линия начиналась с острова Peñón de Vélez de la Gomera, разделяя его почти пополам, но сам остров в договоре не был упомянут. Португалия получила владения к западу от линии раздела, Испания — к востоку.
23 июля 1508 года испанский отряд Педро Наварро, направленный Фердинандом II, захватил остров и крепость, уничтожив бывшую здесь пиратскую базу. Педро Наварро, граф де Оливето стал первым начальником (alcaide) острова. Оккупация осложнила дипломатические отношения между королём Испании Фердинандом II и его зятем, королём Португалии Мануэлем I. Но уже в Чинтранском договоре 1509 года права Испании на остров были подтверждены. 20 декабря 1522 году Мулей-Мохаммед, вождь берберов, сумел захватить остров, с помощью кораблей, шедших под испанскими флагами. Весь гарнизон был уничтожен, погиб и командир, капитан Хуан де Виллалобос (Villalobos). В августе 1564 года (по другим сведениям, 6 сентября 1564 года), по приказу Филиппа II Гарсия Альварес де Толедо Осорио, во главе 13 000 солдат и 10 галер возвращает остров Испании. Гарсия Альварес заключает с марокканцами договор о совместной защите побережья против нападения турок.

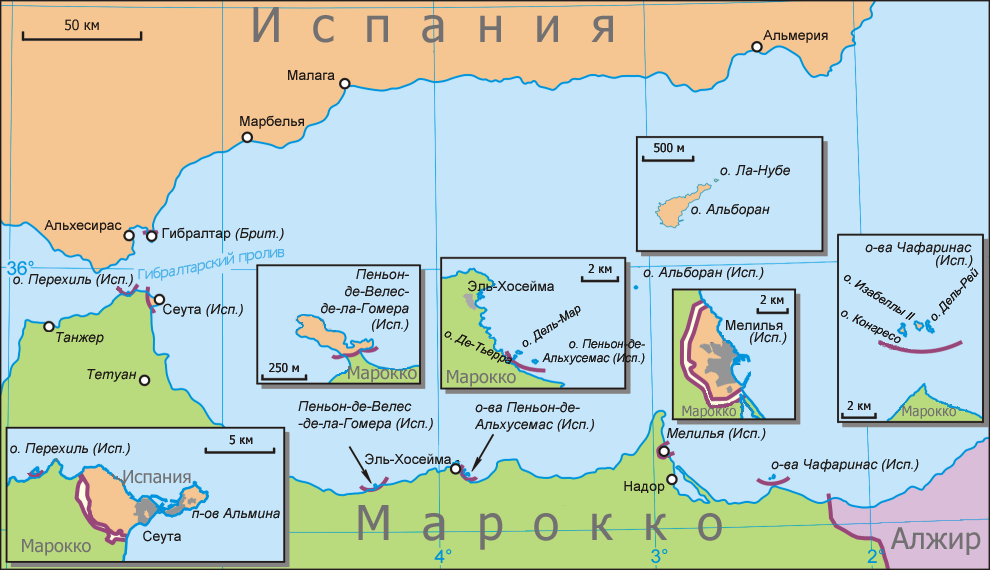
Карта испанских владений в Африке

В 1680, 1701, 1755, 1781 и 1790 гг. замковый комплекс успешно выдерживал берберские осады. В 1871 году в Кортесах дебатировался вопрос о целесообразности сохранения испанского суверенитета над Пеньон-де-Велес-де-ла-Гомера. Но, в итоге, была признана стратегическая ценность Пеньона.

### XX век и наше время
В ходе Рифской войны в конце марта 1922 года отряд горцев-рифов (риффов) вторгся на остров с помощью деревянного наводного моста. Захватчики убили находящегося на дежурстве капитана. В стенах замка завязалось сражение, закончившееся победой рифов. Под покровом темноты и под непрерывным огнём противника испанцам удалось эвакуировать гражданское население и гарнизон на подводных лодках «B-1» и «Isaac Peral». Позднее Испанский легион восстановил позиции Испании на острове.
В 1934 году нагнанный бурей песок соединил остров с материком. Нынешнее правительство Испании осуществляет прямое управление Пеньон-де-Велес-де-ла-Гомера.